# عادل نصيف
عادل نصيف ممثل مصري من مواليد عام 1938  وهو أحد أعضاء فريق ثلاثي أضواء المسرح. قدم على مسرح الجامعة عدداً من أشهر الأعمال التراجيدية، ومنها «عطيل» و«ماكبث» للكاتب البريطاني وليام شكسبير. تقلد رئاسة فرقة «السمر» المسرحية بجامعة عين شمس، وهي الفرقة التي كانت سبباً في تعرفه على رفيق دربه الفنان سمير غانم، الذي كان رئيساً لفرقة «سمر» المسرحية بجامعة الإسكندرية. وقتها شعر كل منهما أن هناك رابطاً مشتركاً يجمع بينهما، ألا وهو حبهما للمسرح وتمتعهما بالقبول الجماهيري، فقررا التعاون معا في تقديم أعمال للمسرح الجامعي، فقدما مسرحيات لكبار الأدباء المصريين ومنهم «صلاح عبد الصبور» و«نجيب سرور».

## تاريخ تكوين الثلاثي
بدأت القصة في الستينيات كما نشر في مجلة أخر ساعة الصادرة بتاريخ 15 أبريل 1970, عندما شاهد فؤاد نجل ماري منيب «جورج سيدهم» بالصدفة في إحدى حفلات السمر؛ حيث أتيح له فرصة الظهور في برنامج «مع الناس» في التليفزيون وقوبل بنجاح وإعجاب المشاهدين، فطلب فؤاد من جورج تقديم فقرة جديدة.
أثناء سير «سيدهم» على كوبري الجلاء التقى بسمير غانم بالصدفة (سبق وتعرف سمير غانم على جورج  أثناء مرحلة مسرحيات الجامعة) حيث قال له سمير: «أيوة يا عم.. بقينا نظهر في التليفزيون كمان» فرد جورج على سمير رد غير متوقع: «طب إيه رأيك تظهر معايا في التلفزيون» فوافق سمير وبالفعل قدموا فقرة «سلامات حول العالم» ولاقت نجاحا كبيرا وطلب فؤاد المزيد.
إتجه «جورج» إلى زميله في كلية الزراعة بجامعة عين شمس عادل نصيف وعرض عليه العمل معه ومع سمير فوافق عادل وبالفعل ظهر الثلاثي «جورج وسمر وعادل» وبدأ الفريق تحت اسم «أولاد غانم» وقدموا فقرة «الشحاتين حول العالم».
بالصدفة أيضًا شاهدهم المخرج محمد سالم فأعجب بهم وعرض عليهم أن يقدموا فقرات في «برنامج أضواء المسرح» فوافقوا وكان عادل نصيف هو بطل الإسكتش الشهير «دكتور الحقني».
ظهر الفنان سمير غانم على إحدى القنوات الفضائية في حوار مع الإعلامي عمرو الليثي وقال إن الثلاثي في البداية لم يكن «سمير والضيف وجورج»، لكنه كان مكونا من الثلاثي «سمير غانم والفنان وحيد سيف والفنان عادل نصيف»، وقال إن وحيد سيف ترك الفرقة لأنه لم يستطع السفر من الأسكندرية للقاهرة لعمل الحفلات بسبب دراسته وأيضا لأنه كان موظفا في نفس الوقت، وأن الفنان عادل نصيف ترك الفرقة بسبب إكماله دراسته العليا، حيث كان يدرس في تخصص علم الحشرات بكلية الزراعة وسفره لبلجيكا من أجل ذلك، ثم هجرته للبرازيل فيما بعد، وبالفعل إنفصل عادل نصيف عنهم بعد شهر واحد من انضمام المجموعة لبرنامج أضواء المسرح وحل «الضيف أحمد» محله في الاسكتشات التي كانت تقدم خارج التليفزيون.
هاجر عادل نصيف بعد ذلك للبرازيل في العام 1973.
توفى في عام 2000 عن عمر يناهز 62 سنة.

## قائمة أعماله
مسرحية «طبيخ الملايكة» للمخرج حسن عبد السلام عام 1964.  
فيلم «شاطئ المرح» للمخرج حسام الدين مصطفى عام 1967.  
مسرحية «حواديت» للمخرج محمد سالم عام 1967.
مسرحية «براغيت» للمخرج محمد سالم عام 1967.
فيلم قصير «طبول» للمخرج سعيد مرزوق عام 1968. 
مسرحية «كل واحد وله عفريت» للمخرج الضيف أحمد عام 1970.
فيلم «المجانين الثلاثة» للمخرج حسن الصيفي عام 1970.
مسرحية «الراجل اللي جوز مراته» للمخرج الضيف أحمد عام 1970. 
فيلم «مكان للحب» للمخرج سعيد مرزوق عام 1972. 
فيلم «الخوف» للمخرج سعيد مرزوق عام 1972.  

## وصلات خارجية
- عادل نصيف على موقع الدهليز
- عادل نصيف على موقع قاعدة بيانات الأفلام العربية
- عادل نصيف على موقع الدهليز
- عادل نصيف على موقع كاروهات